# Croici, Gorj
Croici este un sat în comuna Mătăsari din județul Gorj, Oltenia, România.

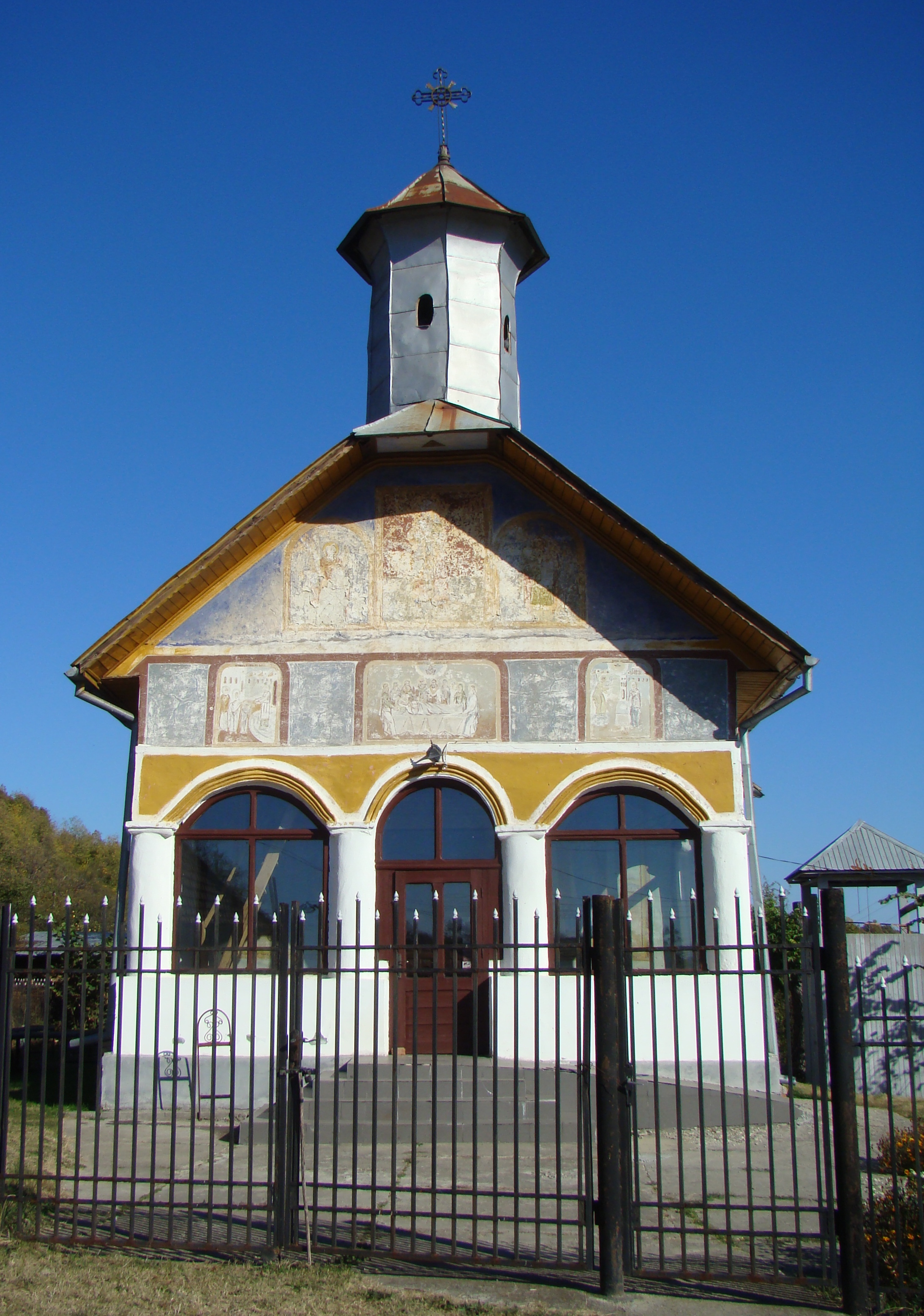
Biserica (1931)

 Acest articol despre o localitate din județul Gorj este deocamdată un ciot. Puteți ajuta Wikipedia prin completarea lui.